# Route nationale 791
La route nationale 791 ou RN 791 était une route nationale française reliant Le Faou à Crozon. Elle mesurait 22 km. À la suite de la réforme de 1972, elle a été déclassée en RD 791.

## Ancien tracé du Faou à Crozon (D 791)
- Le Faou,  Carrefour giratoire entre D 770, D 42 (vers N 165) et D 791
- La route passe par la corniche de Térénez dans la commune de Rosnoën
- Pont de Térénez sur l'Aulne
- Les Quatre Chemins (commune de Landévennec), intersection avec la D 60 (Landévennec, Argol)
- Carrefour giratoire entre D 887, D 791 et D 63 (Lanvéoc) à Tal ar Groas (commune de Crozon) +  Aire de service Total (dans les deux sens)